# Лавиринт — Лек смрти
Лавиринт — Лек смрти (енгл. Maze Runner: The Death Cure; или само Лек смрти, енгл. The Death Cure) је амерички научнофантастични дистопијски акциони трилер из 2018. године редитеља Веса Бола и наставак филма Лавиринт: Бег кроз згариште из 2015. године. Продуценти филма су Елен Голдсмит Вејн, Вик Годфрај, Марти Бувен, Џо Хартвик, Ли Столмен и Вес Бол. Сценарио потписује Т. С. Ноулин по роману Лек смрти аутора Џејмса Дашнера из 2011. године. Музику је компоновао Џон Писано.
Глумачку екипу чине Дилан О`Брајан, Каја Скоделарио, Томас Броди-Сангстер, Натали Емануел, Џијанкарло Еспозито, Ејдан Гилен, Волтон Гогинс, Ки Хонг Ли, Бари Пепер, Вил Полтер и Патриша Кларксон. Светска премијера филма је била одржана 26. јануара 2018. године у САД.
Буџет филма је износио 62 000 000 долара, а зарада од филма је 288 300 000 долара.

## Радња
У епском финалу саге Лавиринт — Лек смрти, Томас (Дилан О`Брајан) води групу одбеглих лединаша на своју последњу и најопаснију мисију. Како би спасили своје пријатеље, морају да се пробију у легендарни Последњи град, лавиринт који контролише WCKD и који би могао да постане најсмртоноснији лавиринт од свих. Свако ко је жив, добиће одговоре на питања која лединаши траже откако су први пут стигли у лавиринт.

## Улоге
| Глумац               | Улога    |
| -------------------- | -------- |
| Дилан О`Брајан       | Томас    |
| Каја Скоделарио      | Тереза   |
| Томас Броди-Сангстер | Њут      |
| Натали Емануел       | Харијет  |
| Џијанкарло Еспозито  | Хорхе    |
| Ејдан Гилен          | Џансон   |
| Волтон Гогинс        | Лоренс   |
| Ки Хонг Ли           | Минхо    |
| Бари Пепер           | Винс     |
| Вил Полтер           | Гали     |
| Патриша Кларксон     | Ава Пејџ |